# 陽の光さえ届かないこの場所で feat. SUGIZO
「陽の光さえ届かないこの場所で feat.SUGIZO」（ひのひかりさえとどかないこのばしょで フィーチャリング スギゾウ）は、雅-miyavi-のメジャー9枚目のシングル。2008年1月16日発売。発売元はユニバーサルJ。

## 概要
- タイトル通り、LUNA SEAのSUGIZOをゲストに招いて作られた楽曲。
- ユニバーサルJからの最後のシングル。

## パッケージ
- 初回盤[1]・通常盤[2]の2タイプ同時発売。
- 初回盤は表題曲MVとメイキング映像を収録したDVD同梱。
- MV撮影は伊豆大島、ジャケットの撮影は浅間山で行った。

## 収録曲

### 初回盤

#### CD
作曲：雅-miyavi-　編曲：雅-miyavi-、佐久間正英
1. 陽の光さえ届かないこの場所で feat.SUGIZO
作詞：雅-miyavi-
2. My name iz 俺様.com
作詞：雅-miyavi-、TYKO

#### DVD
1. 陽の光さえ届かないこの場所で feat.SUGIZO(PV)
2. 咲き誇る歌舞伎男子z PVメイキング・オフショット映像

### 通常盤

#### CD
1. 陽の光さえ届かないこの場所で feat.SUGIZO
2. My name iz 俺様.com
3. 陽の光さえ届かないこの場所で feat.SUGIZO（Instrumental）